# Gunston Hall (Anwesen)

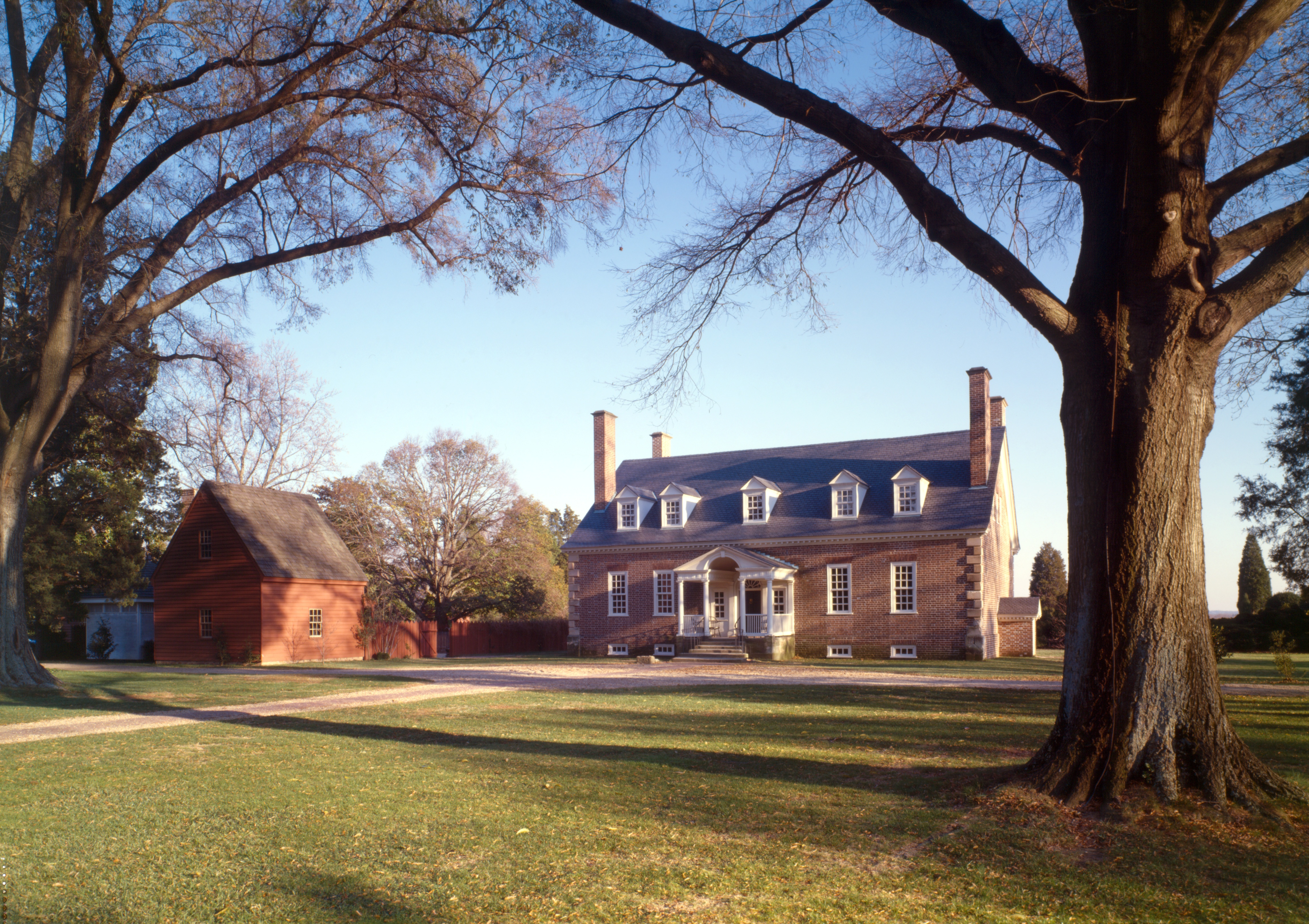
Blick auf Gunston Hall aus Nordwesten

Gunston Hall bezeichnet ein Herrenhaus und das umliegende Anwesen nahe dem Potomac River im Fairfax County im Bundesstaat Virginia in den Vereinigten Staaten. Es war das Heim des Politikers und Großgrundbesitzers George Mason, dem sogenannten Vater der Bill of Rights.
Das zwischen 1755 und 1759 erbaute Anwesen war im Zentrum einer Tabakplantage und wurde auch nach dem Tod von Mason als Wohnsitz genutzt. Gunston Hall war wegen der Stilelemente des Rokoko, der Chinoiserie und der Neugotik schon früh eine Besonderheit. Es wurde im Dezember 1960 als National Historic Landmark anerkannt und ist eine von 121 historischen Stätten dieser Art in Virginia. Im Oktober 1966 wurde Gunston Hall als Bauwerk in das National Register of Historic Places eingetragen. Heute ist das Gebäude ein öffentliches Museum mit Ausstellungen u. a. zum Leben und Wirken von George Mason und der Architektur des 18. Jahrhunderts.